# Lijst van voetbalinterlands Mauritanië - Senegal
Deze lijst van voetbalinterlands is een overzicht van alle officiële voetbalwedstrijden tussen de nationale teams van Mauritanië en Senegal. De landen speelden tot op heden veertien keer tegen elkaar. De eerste ontmoeting was een vriendschappelijke wedstrijd op 14 februari 1980 in Banjul (Gambia). Het laatste duel, een kwalificatiewedstrijd voor het Wereldkampioenschap voetbal 2026, werd gespeeld op 9 juni 2024 in Nouakchott.

## Wedstrijden
| №  | Plaats     | Datum            | Competitie                                        | Wedstrijd            | Uitslag |
| -- | ---------- | ---------------- | ------------------------------------------------- | -------------------- | ------- |
| 1  | Banjul     | 14 februari 1980 | Vriendschappelijk                                 | Senegal − Mauritanië | 2 − 1   |
| 2  | Nouakchott | 2 juli 1980      | Vriendschappelijk                                 | Mauritanië − Senegal | 1 − 3   |
| 3  | Freetown   | 13 februari 1984 | Vriendschappelijk                                 | Senegal − Mauritanië | 6 − 0   |
| 4  | Bakau      | 14 februari 1985 | Vriendschappelijk                                 | Mauritanië − Senegal | 0 − 2   |
| 5  | Nouakchott | 10 mei 1985      | Vriendschappelijk                                 | Mauritanië − Senegal | 0 − 0   |
| 6  | Freetown   | 29 november 1993 | Vriendschappelijk                                 | Senegal − Mauritanië | 4 − 0   |
| 7  | Dakar      | 2 september 1994 | Afrika Cup 1996 kwalificatie                      | Senegal − Mauritanië | 0 − 0   |
| 8  | Nouakchott | 7 april 1995     | Afrika Cup 1996 kwalificatie                      | Mauritanië − Senegal | 0 − 1   |
| 9  | Nouakchott | 17 mei 1996      | Vriendschappelijk                                 | Mauritanië − Senegal | 0 − 0   |
| 10 | Banjul     | 28 november 1997 | Vriendschappelijk                                 | Mauritanië − Senegal | 1 − 1   |
| 11 | Dakar      | 6 juli 2013      | African Championship of Nations 2014 kwalificatie | Senegal − Mauritanië | 1 − 0   |
| 12 | Nouakchott | 20 juli 2013     | African Championship of Nations 2014 kwalificatie | Mauritanië − Senegal | 2 − 0   |
| 13 | Annaba     | 27 januari 2023  | African Championship of Nations 2022              | Senegal − Mauritanië | 1 − 0   |
| 14 | Nouakchott | 9 juni 2024      | WK 2026 kwalificatie                              | Mauritanië − Senegal | 0 − 1   |

## Samenvatting
| Competitie                                   | Totaal gespeeld | Winst Mauritanië | Gelijk | Winst Senegal | Doelsaldo Mauritanië – Senegal |
| -------------------------------------------- | --------------- | ---------------- | ------ | ------------- | ------------------------------ |
| WK-kwalificatie                              | 1               | 0                | 0      | 1             | 0 − 1                          |
| Afrika Cup-kwalificatie                      | 2               | 0                | 1      | 1             | 0 − 1                          |
| African Championship of Nations              | 1               | 0                | 0      | 1             | 0 − 1                          |
| African Championship of Nations-kwalificatie | 2               | 1                | 0      | 1             | 2 − 1                          |
| Vriendschappelijk                            | 8               | 0                | 3      | 5             | 3 − 18                         |
| Totaal                                       | 14              | 1                | 4      | 9             | 5 − 22                         |

FFRIM · A-internationals · Mauritaans vrouwenelftal
1960 – 1969 · 
1970 – 1979 · 
1980 – 1989 · 
1990 – 1999 · 
2000 – 2009 · 
2010 – 2019 ·
2020 − 2029
Algerije ·
Angola ·
Bahrein ·
Benin ·
Botswana ·
Burkina Faso ·
Burundi ·
Canada ·
Centraal-Afrikaanse Republiek ·
Comoren ·
Congo-Brazzaville ·
Congo-Kinshasa ·
Equatoriaal-Guinea ·
Egypte ·
Ethiopië ·
Gabon ·
Gambia ·
Guinee ·
Guinee-Bissau ·
Irak ·
Ivoorkust ·
Jemen ·
Jordanië ·
Kaapverdië ·
Kameroen ·
Kenia ·
Lesotho ·
Libanon ·
Liberia ·
Libië ·
Madagaskar ·
Mali ·
Marokko ·
Mauritius ·
Mozambique ·
Niger ·
Oeganda ·
Oman ·
Palestina ·
Rwanda ·
Saoedi-Arabië ·
Senegal ·
Sierra Leone ·
Soedan ·
Somalië ·
Syrië ·
Tanzania ·
Togo ·
Tunesië ·
Verenigde Arabische Emiraten ·
Zambia ·
Zimbabwe ·
Zuid-Afrika ·
Zuid-Jemen ·
Zuid-Soedan
FSF · 
A-internationals · 
Bondscoaches · Selecties · Senegalees vrouwenelftal · 
Olympisch elftal
1960 – 1969 · 
1970 – 1979 · 
1980 – 1989 · 
1990 – 1999 · 
2000 – 2009 · 
2010 – 2019 · 
2020 – 2029
WK 2002 · 
WK 2018 ·
WK 2022
OS 2012
1959 · 
1960 · 
1961 · 
1962 · 
1963 · 
1964 · 
1965 · 
1966 · 
1967 · 
1968 · 
1969 · 
1970 · 
1971 · 
1972 · 
1973 · 
1974 · 
1975 · 
1976 · 
1977 · 
1978 · 
1979 · 
1980 · 
1981 · 
1982 · 
1983 · 
1984 · 
1985 · 
1986 · 
1987 · 
1988 · 
1989 · 
1990 · 
1991 · 
1992 · 
1993 · 
1994 · 
1995 · 
1996 · 
1997 · 
1998 · 
1999 · 
2000 · 
2001 · 
2002 · 
2003 · 
2004 · 
2005 · 
2006 · 
2007 · 
2008 · 
2009 · 
2010 · 
2011 · 
2012 · 
2013 · 
2014 ·
2015 ·
2016 ·
2017 ·
2018 ·
2019 ·
2020 ·
2021 ·
2022 ·
2023
Algerije ·
Angola ·
Benin ·
Bolivia ·
Bosnië en Herzegovina ·
Botswana ·
Brazilië ·
Burkina Faso ·
Burundi ·
Centraal-Afrikaanse Republiek ·
Chili ·
China ·
Colombia · 
Congo-Brazzaville ·
Congo-Kinshasa ·
Denemarken ·
Ecuador ·
Egypte ·
Engeland ·
Equatoriaal-Guinea ·
Eritrea ·
Ethiopië ·
Frankrijk ·
Gabon ·
Gambia ·
Ghana ·
Griekenland ·
Guinee ·
Guinee-Bissau ·
Indonesië ·
Iran ·
Ivoorkust ·
Japan ·
Kaapverdië ·
Kameroen ·
Kenia ·
Kosovo ·
Kroatië · 
Lesotho ·
Liberia ·
Libië ·
Luxemburg ·
Madagaskar ·
Malawi ·
Maleisië ·
Mali ·
Marokko ·
Mauritanië ·
Mauritius ·
Mexico ·
Mozambique ·
Namibië ·
Nederland ·
Niger ·
Nigeria ·
Noorwegen ·
Oeganda ·
Oezbekistan ·
Oman ·
Polen ·
Qatar ·
Rwanda ·
Saoedi-Arabië ·
Sierra Leone ·
Soedan ·
Swaziland ·
Tanzania ·
Togo ·
Tunesië ·
Turkije ·
Uruguay ·
Verenigde Arabische Emiraten ·
Zambia ·
Zimbabwe ·
Zuid-Afrika ·
Zuid-Korea ·
Zuid-Soedan ·
Zweden
Algerije (2019, 2) ·
Colombia (2018) ·
Denemarken (2002) ·
Engeland (2022) ·
Frankrijk (2002) ·
Japan (2018) ·
Nederland (2022) ·
Polen (2018) ·
Uruguay (2002)